# Рико, Антонио (военнослужащий)
Анто́нио Эсмера́льда Ри́ко (исп. Antonio Esmeralda Rico; 1920, Бадахос, Эстремадура — 1989) — советский и испанский военнослужащий, участник Великой Отечественной войны.

## Биография
Антонио Эсмеральда Рико родился в 1920 году в городе Лерена, провинция Бадахос. Работал линотипистом в одной из типографий.
В 1936 году вступил в Союз социалистической молодёжи. В конце 1938 года в рядах 4-го набора курсантов Антонио Эсмеральда Рико был направлен на обучение в СССР в специальное лётное училище в Кировабаде (ныне Гянджа) Азербайджанской ССР. На это обучение прибыло 177 человек, и вскоре в апреле 1939 года состоялся последний выпуск пилотов. В связи с окончанием Гражданской войны в Испании, длившейся с 1936 по 1939 год, училище было закрыто. Некоторые выпускники обратились к советским властям с просьбой о выезде за границу в другие страны, но не получили разрешения и остались в СССР.
Антонио Эсмеральдо Рико работал на предприятиях Харькова и Сталинграда. С началом Великой Отечественной войны большинство выпускников 4-го лётного набора первоначально были зачислены в качестве добровольцев в различные подразделения сухопутных войск, участвовали в обороне Москвы и стали партизанами. Со временем лётчики, уже имевшие боевой опыт, добровольно пошли в ВВС, а другие, в том числе Антонио Эсмеральда, прошли специальную подготовку по программе инженерно-сапёрных специальностей в военно-инженерном училище.
Поступил в состав Высшей оперативной школы особого назначения (ВОШОН). В составе инженерно-сапёрных подразделений командир взвода лейтенант Антонио Эсмеральда участвовал в боевых действиях на различных участках фронта СССР и Нацистской Германии. По словам руководителя подготовки разведывательно-диверсионных групп (РДГ) ВОШОН полковника Ильи Григорьевича Старинова, Антонио Эсмеральда Рико был одним из лучших сапёров этих подразделений.
Рико также принимал участие в Ржевской битве. В своих воспоминаниях И. Г. Старинов отмечал особое умение Антонио Эсмеральды ставить мины в тылу немцев на северном побережье Таганрогского залива в ходе ледовых рейдов через залив в феврале-марте 1942 года.
С 1947 по 1970 год работал в Коммунистической партии Испании. Скончался в 1989 году.
В числе других испанских воинов-диверсантов был награждён медалями «За отвагу» и «За оборону Кавказа».